# Anna Lana
Anna Lana (Torino, 5 febbraio 1965) è una doppiatrice, dialoghista e direttrice del doppiaggio italiana.

## Biografia
È attiva come doppiatrice negli studi di Torino e di Milano. Ha lavorato anche per la televisione nel programma L'albero azzurro, come voce di Pispolo, e ha partecipato, in un paio di ruoli secondari, alla soap opera Centovetrine.
È laureata in infermieristica, professione che ha svolto per alcuni anni nell'ambito delle Cure Palliative e del Fine Vita lavorando per la Fondazione FARO Onlus di Torino.

## Doppiaggio

### Cinema
- Ursula Karven in Prima di dirti addio
- Bellamy Joung in The Freebie
- Dayanara Torres Delgado in The Nail: The Story of Joey Nardone
- Tracy Middendorf in Just Add Water
- Julia Jäger in Spielzeugland
- Marie Madinier in Solo un bacio per favore
- Chloë Sevigny in Demonlover
- Alexandra Holden in Dead End - Quella strada nel bosco
- Jackeline Olivier in Day of the Dead 2: Contagium
- Kaley Cuoco in The Hollow - La notte di Ognissanti
- Marley Shelton in Grand Theft Parsons
- Melissa Frederick in Horror 102: Endgame
- Ling Bai in Paris
- Elizabeth Banks in The Sisters - Ogni famiglia ha i suoi segreti
- Mayko Nguyen in Vado, vedo... vengo! - Un viaggio tutto curve
- Kaira Lee in Un regalo speciale
- Robin Bobeau in Swarm - Minaccia dalla giungla
- Rei Kikukawa in Gun Crazy 2, Oltre la legge
- Spencer Redford in Pixel Perfect - Star ad alta definizione
- Laura Vandervoort in Invito a cena con vampiro
- Gretchen Mol in The Ten

### Serie televisive
- Daniela Escobar in Vento di passione, Garibaldi, l'eroe dei due mondi
- Simone Heher, Ivanka Brekalo e Lara Mandoki in Tempesta d'amore
- Olivia d'Abo e Samantha Buck in Law & Order: Criminal Intent
- Heather Tom e Amelia Heinle in Febbre d'amore
- Darby Stanchfield in Scandal
- Lela Lee in Tremors
- Jessalyn Gilsig in Nip/Tuck
- Amanda Crew in 15/Love
- Paul Reubens in Jimmy fuori di testa
- Chloë Sevigny in The Mindy Project
- Amy Davidson in Due gemelle e un maggiordomo
- Alexandra Seefisch in Alisa - Segui il tuo cuore
- Christine Lemler in Saint Tropez
- Rebecca Hampton in Bella è la vita
- Solange Matou in I due volti dell'amore
- Aracely Arámbula in Amanti
- Alejandra Barros in Huracan
- Diego Bozollo in Antonella
- Palma Longa in Il segreto della nostra vita
- Adelaida Mora in Rubí rebelde
- Fabiola Romero in Vendetta d'amore
- Andrea Lopez in La madre
- Rossana Fernandez Maldonado in Eredità d'amore
- Carolina Kasting in Terra nostra

### Cartoni animati
- Shush, Ernest e Miss Lilac in Pelosi e pelati
- Robotboy e Lola MBola in Robotboy
- Ms. Duchessa e Frankie Foster ne Gli amici immaginari di casa Foster
- Na-Yon/Na-Long in Aqualuna
- Poy e Pen in Mix Master
- Peridot e Riru in Jewelpet
- Allegra in La finestra di Allegra
- Anice Farm in Borg 2030
- Aurorabella in Gioca con Sesamo
- Buena Girl in Mucha Lucha
- Betty (1ª voce) in Atomic Betty
- Chiocciola in Franklin
- Darlene in Squirrel Boy
- Doug Funny in Doug
- Frida in Static Shock
- George in Peppa Pig (1° doppiaggio, st. 2)
- Inez in Cyberchase
- Kim Chin in Class of 3000
- Kimiko Tohomiko in Xiaolin Showdown
- Melba Manners in Alieni pazzeschi
- Minerva in La principessa Minerva
- Patsy Smiles in Camp Lazlo
- Piri Piri in Harvey Beaks
- Ruby in Scuola Media Rinoceronte Volante
- Sara in Dinosaucers
- Sharon Spitz in Sorriso d'argento
- Signorina Doroty in Creepschool
- Susan Storm ne I Fantastici Quattro (2006)
- Tyler Pinky Doo in Pinky Dinky Doo (2ª voce)
- Yayoi in Humming Bird
- Yumi Ishiyama in Code Lyoko
- Lola in Lola & Virginia

### Videogiochi
- Finka in Tom Clancy's Rainbow Six: Siege (2015)
- Zofia Blazkowicz in Wolfenstein II: The New Colossus (2017)
- Presidente Christina Warren in Detroit: Become Human (2018)[1]
- Jessica Mason-Green in Call of Duty: Black Ops IIII (2018)[2]
- Wraith in Apex Legends (2019)
- Domino in Call of Duty: Modern Warfare (2019)
- Sorella Frideswida/La Sanguisuga e Galwyna in Assassin's Creed: Valhalla (2020)[3]
- Dottoressa Isabella Garcia in The Dark Pictures: The Devil in Me (2022)[4]
- Sorella Giuliana Franco e Marion in Indiana Jones e l'antico cerchio (2024)[5]
- Voci aggiuntive in Monster Hunter Wilds (2025)